# Церковь Святой Троицы (Лейпциг)
Новая церковь Святой Троицы (нем. Propsteikirche St. Trinitatis) — римско-католическая приходская церковь в центре немецкого города Лейпциг на западе федеральной земли Саксония. Построенная в 2012—2015 годах напротив здания Новой ратуши, она является крупнейшим культовым сооружением на востоке Германии, возведённым после объединения страны.

## Предыстория
Нынешняя церковь на внутреннем Ринге является своего рода «наследницей» двух предшествующих лейпцигских храмов, посвящённых св. Троице. Первый из них был возведён в 1847 году, располагаясь к западу от сегодняшней Новой ратуши, и был сильно повреждён при бомбардировке Лейпцига в 1943 году. И хотя община получила было разрешение на восстановление церкви, оно вскоре было отозвано, и в 1954 году руина была снесена.
В последующие почти 30 лет католическая община использовала для богослужений другие храмы города: в том числе, взорванную в 1968 году университетскую церковь на Аугустусплац. Наконец, в конце 1970-х годов удалось получить разрешение на возведение новой собственной церкви, освящённой на границе парка Розенталь в 1982 году. Но уже спустя несколько лет проявились массивные проблемы, касающиеся статики и общего содержания здания, затруднявшие использование церкви.
После Мирной революции — на волне всеобщего увлечения историей и стремясь восстановить историческую справедливость — начались разговоры о возвращении общины св. Троицы в центр Лейпцига. Однако, поскольку значительную часть старого церковного участка сегодня занимает начальная школа имени Анны Магдалены Бах, городское правительство предложило под застройку пустующий участок к югу от Новой ратуши, где вплоть до Реформации располагался женский монастырь св. Георгия.

## Проект церкви

Общая модель здания

В 2009 году был объявлен международный конкурс, привлекший более двадцати архитектурных бюро и победу в котором одержали лейпцигские архитекторы Ансгар и Бенедикт Шульц (нем. Schulz und Schulz Architekten GmbH), предложившие функционально и в то же самое время сдержанно «вписать» здание церкви в необычный по форме участок, напоминающий сильно вытянутый треугольник. Решение состояло в том, чтобы разместить основной объём постройки в восточной части участка (собственно церковь с общинным центром), к которому примыкают частично лишённые первого этажа протяжённые боковые флигели, создающие своего рода открытый внутренний двор типа патио и восходящие к венчающей участок пятидесятиметровой башне-колокольне.
Подготовка площадки под строительство, забивка свайного основания и заливка фундаментов началась в ноябре 2012 года, и 23 апреля следующего года смогла состояться официальная церемония закладки. Возведение основного объёма церкви из железобетона продолжалось вплоть до 2014 года, за чем последовали техническое оснащение, внутренняя отделка и облицовка внешних поверхностей рохлицким порфиром.

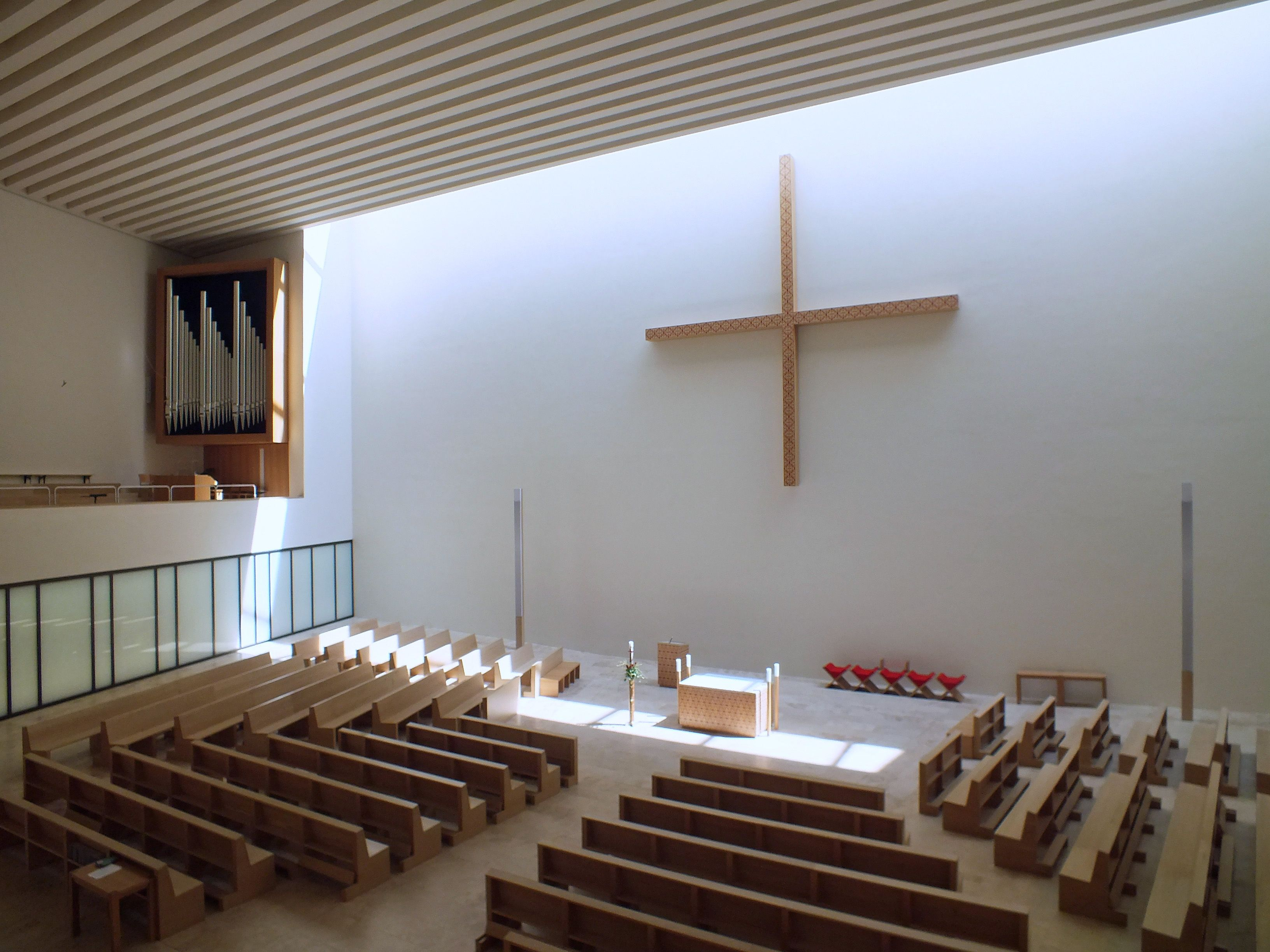
Внутреннее убранство церкви

Минималистичное внутреннее убранство разработал кубано-американский художник Хорхе Пардо (исп. Jorge Pardo, род. 1963).
Церковь св. Троицы была торжественно освящена 9 мая 2015 года, и уже 25—29 мая того же года принимала юбилейный 100 Съезд немецких католиков (нем. Deutscher Katholikentag).

## Общественная оценка
Хотя среди горожан здание новой церкви натолкнулось на весьма критическое отношение, особенно из-за лишённого окон фасада в сторону площади Вильгельма Лёйшнера, профессиональное архитектурное сообщество оценило его, скорее, положительно: так, оно получило архитектурную премию Лейпцига и европейскую премию имени Бальтазара Ноймана. В 2016 году церковь св. Троицы по мнению престижного World Architecture Festival была названа «церковным зданием года». Объединение немецких архитекторов (нем. Bund Deutscher Architekten BDA e. V.) вручило архитектурному бюро Schulz und Schulz Architekten престижную премию «Нике» за символическое значение проекта.

## Предшествующие постройки

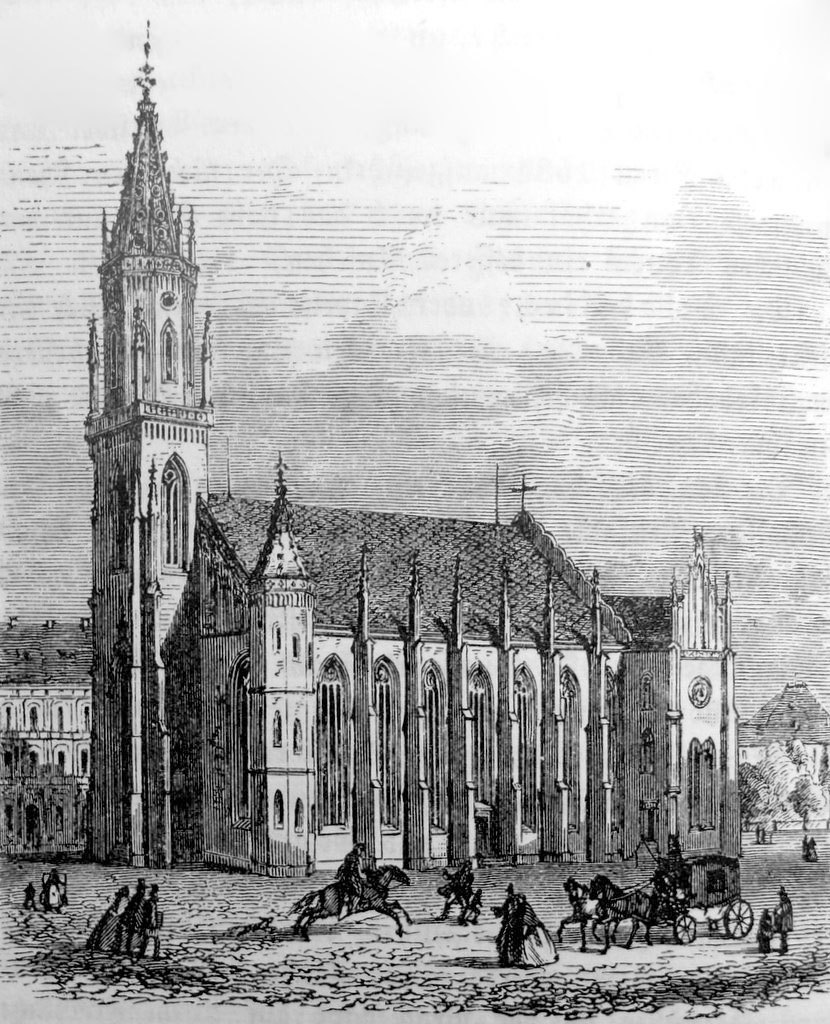
Старая церковь св. Троицы (разрушена в 1943 г.)
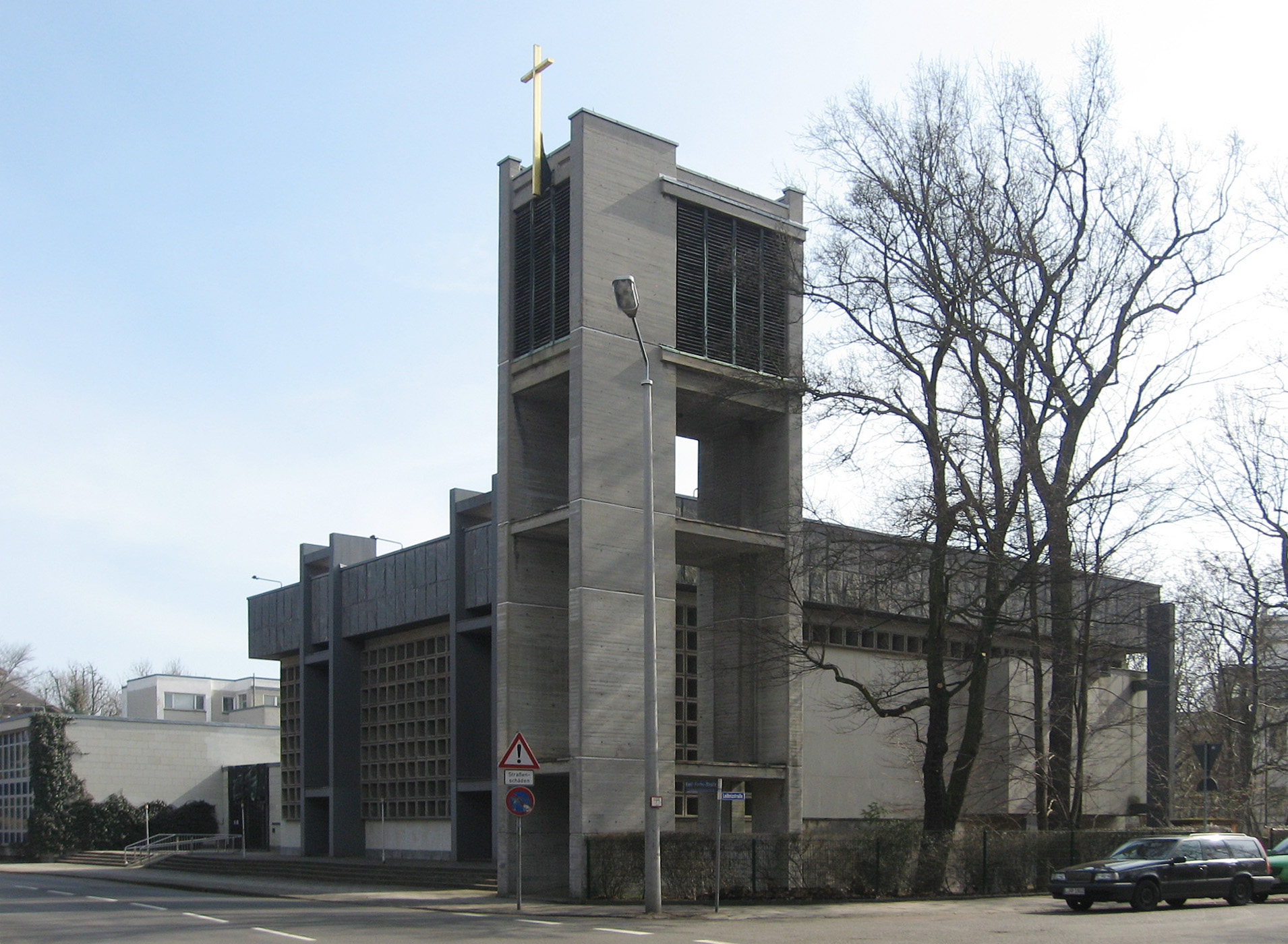
Вторая церковь св. Троицы в парке Розенталь (снесена в 2018 г.)